# ناثان برنز
ناثان برنز ((بالإنجليزية: Nathan Burns) مواليد 7 مايو 1988 في أورنج، نيوساوث ويلز، أستراليا) هو لاعب كرة قدم أسترالي يلعب مع نادي طوكيو في الدوري الياباني الممتاز كمهاجم. بدأ ناثان برنز مسيرته الرياضية عام 2006 مع نادي أديلايد يونايتد.

## روابط خارجية
- ناثان برنز على موقع الاتحاد الدولي (مؤرشف)  (الإنجليزية)
- ناثان برنز على موقع رابطة كرة القدم اليابانية للمحترفين (اليابانية)
- ناثان برنز على موقع دوري كوريا الجنوبية (الإنجليزية)
- ناثان برنز على موقع إي إس بي إن إف سي (الإنجليزية)
- ناثان برنز على موقع قاعدة بيانات كرة القدم.إي يو (الإنجليزية)
- ناثان برنز على موقع بيانات كرة القدم. دي إي (الألمانية)
- ناثان برنز على موقع ليكيب (الفرنسية)
- ناثان برنز على موقع ناشيونال فوتبول تيمز (الإنجليزية)
- ناثان برنز على موقع Soccerbase.com (لاعب) (الإنجليزية)
- ناثان برنز على موقع Soccerway.com (الإنجليزية)